# Rae Anderson
Rae Anderson (* 8. April 1953 in Melbourne) ist eine ehemalige australische Squashspielerin.

## Karriere
Rae Anderson war in den 1980er-Jahren als Squashspielerin aktiv. Mit der australischen Nationalmannschaft nahm sie 1981 an der Weltmeisterschaft teil. Die Mannschaft erreichte das Endspiel gegen England, welches mit 2:1 zugunsten der Australierinnen endete. Anderson kam in dieser Partie nicht zum Einsatz. Zwischen 1981 und 1989 stand sie dreimal im Hauptfeld der Weltmeisterschaft im Einzel und erzielte 1981 und 1983 jeweils mit dem Einzug ins Achtelfinale ihr bestes Resultat.
Anderson gehörte 1984 zu den Gründungsmitgliedern der Women’s Squash Players’ Association und wurde deren erste Generalsekretärin und Schatzmeisterin.

## Erfolge
- Weltmeister mit der Mannschaft: 1981